# Адміністративний поділ Вірменії
Вірменія поділяється на 10 марзів та 1 місто державного підпорядкування (Єреван). Загальна кількість населених пунктів — 914. З них міста становлять 48 населених пунктів, а решта 866 є селами. Відповідно до адміністративно-територіальної реформи, у Вірменії був виключений статус селищ міського типу, які перетворили в міста та села.
| Провінція  | Площа    | Населення, тис. осіб | % (насел.) | Щільність населення (осіб на 1 км²) | Міста                                                                  | Кількість сіл |
| ---------- | -------- | -------------------- | ---------- | ----------------------------------- | ---------------------------------------------------------------------- | ------------- |
| Єреван     | 250 км²  | 1111,3               | 34.3 %     | 4445.2                              |                                                                        |               |
| Араґацотн  | 2755 км² | 141,0                | 4.4 %      | 51.2                                | Апаран, Аштарак, Талін                                                 | 111           |
| Арарат     | 2096 км² | 277,6                | 8.6 %      | 132.4                               | Арарат, Арташат, Веді, Масіс                                           | 93            |
| Армавір    | 1241 км² | 282,6                | 8.7 %      | 227.7                               | Армавір, Вагаршапат, Мецамор                                           | 94            |
| Вайоц-Дзор | 2406 км² | 55,8                 | 1.7 %      | 23.2                                | Вайк, Джермук, Єхегнадзор                                              | 41            |
| Ґегаркунік | 3655 км² | 240,9                | 7.4 %      | 65.9                                | Варденіс, Ґавар, Мартуні, Севан, Чамбарак                              | 87            |
| Котайк     | 2100 км² | 278,8                | 8.6 %      | 132.8                               | Абовян, Бюрегаван, Єгвард, Нор Ачін, Чаренцаван, Раздан, Цахкадзор     | 60            |
| Лорі       | 3789 км² | 281,7                | 8.7 %      | 74.3                                | Алаверді, Ахтала, Ванадзор, Спітак, Степанаван, Ташир, Туманян, Шамлуг | 105           |
| Сюнік      | 4505 км² | 152,9                | 4.7 %      | 33.9                                | Аґарак, Ґоріс, Дастакерт, Каджаран, Капан, Мегрі, Сісіан               | 102           |
| Тавуш      | 2704 км² | 134,1                | 4.2 %      | 49.6                                | Берд, Діліжан, Іджеван, Ноемберян                                      | 57            |
| Ширак      | 2681 км² | 281,3                | 8.7 %      | 104.9                               | Артік, Ґюмрі, Маралік                                                  | 116           |